# 표준 중력
표준중력(standard acceleration due to gravity, Standard gravity)이란 지구 표면에서 진공 상태일 때의 물체의 표준 중력 가속도이다. ɡ0나 ɡn으로도 표기한다. 이 표준중력은 ISO 80000-3에 의거하여 9.80665m/s², 즉 35.30394km/(h·s)로 정의되어 있다. 이 값은 1901년 3차 국제 도량형 총회에서 물체의 표준 무게를 정하기 위해 정의내렸다.

## 같이 보기
- 이론적 중력